# Recycle (арт-группа)
Recycle — российская арт-группа, созданная художниками Андреем Блохиным и Георгием Кузнецовым в 2008 году. Лауреаты Премии Кандинского (2010). Входит в десятку рейтинга ТОП 100 молодых художников России в 2017 году. В 2017—2020 годах арт-группа вошла в Российский инвестиционный художественный рейтинг 49ART, представляющий выдающихся современных художников в возрасте до 50 лет.

## История
Андрей Блохин (род. 1987, Краснодар) и Георгий Кузнецов (род. 1985, Ставрополь) познакомились в детстве. У обоих родители — художники. Блохин и Кузнецов закончили Художественно-промышленную академию КГИК по специальности графический дизайн в 2010 и 2011 году соответственно.
Первая персональная выставка Кузнецова и Блохина прошла в 2008 году в Москве в Центре современного искусства М’АРС под названием Recycle. Выставка стала размышлением художников о местоположении человека в постиндустриальном обществе. Отсылая к знаку вторичной переработки — recycle — художники в качестве объекта выбрали не упаковку, а содержимое — самого человека и природу. Для своих объектов художники использовали полиэтилен, винил, пластик и т. д., то есть материалы, предполагающие вторичную переработку. С этого момента художники начали выставляться под названием Recycle group.
С 2010 года работы арт-группы выставляются в музеях, галереях и различных культурных пространствах во Франции, Италии, Великобритании, США и Бельгии, проводят персональные выставки и принимают участие в больших групповых проектах, в том числе в 2011, 2013, 2015 и 2017 годах — в различных программах Венецианской биеннале.
В 2010 году Recycle были удостоены премии Кандинского в номинации «Молодой художник. Проект года».
В 2016 году Recycle получили Специальный приз Премии Arte Laguna в номинации «Скульптура и инсталляция».
В 2017, 2018 годах Recycle вошли в Российский инвестиционный художественный рейтинг 49ART.

## Персональные выставки и проекты
- 2017 Blocked Content[5]. Российский павильон на 57-й Венецианской биеннале, Италия.
- 2017 TempleOS. Le Grand Cordel, Рен, Франция.
- 2016 Detected reality. Richard Taittinger Gallery, Нью-Йорк.
- 2016 Novus ordo seclorum. Galerie Suzanne Tarasieve, Париж.
- 2016 Code 404. Галерея «Триумф», Москва.
- 2015 Conversion (в рамках параллельной программы Венецианской биеннале). Церковь св. Aнтонио, Венеция, Италия.
- 2015 Heaven Carrier. Richard Taittinger Gallery, Нью-Йорк.
- 2015 Keep me updated your holiness. Gazelli Art House, Лондон.
- 2014 Final Sale. Лондонская школа экономики и политических наук, Лондон.
- 2014 ART14 London. Olympia Grand Hall, Лондон.
- 2013 Holy ID. Galerie Suzanne Tarasieve — LOFT 19, Париж.
- 2013 Part of The Moment. Галерея «Триумф», Москва.
- 2012 Paradise Network. Мультимедиа Арт Музей, Москва[2][6].
- 2012 Recycle. Музей современного искусства PERMM, Пермь, Россия[7].
- 2012 HIAP. Kaapelin Galleria, Хельсинки
- 2012 Future Archaeology. Mironova Gallery, Киев.
- 2012 «Археология будущего». Центр дизайна ARTPLAY, Москва.[8]
- 2011 Miracle Proof. ЦСИ TverCA, Тверь в Тверском речном вокзале.[9]
- 2010 Reverse. Галерея «М&Ю Гельман», ЦСИ Винзавод, Москва.
- 2010 Recycle. Галерея «Триумф», Москва.
- 2010 Layers. Галерея «Триумф» , Москва.
- 2009 Blister. Галерея «М&Ю Гельман» , ЦСИ Винзавод, Москва.
- 2008 Проект Recycle. Галерея М’АРС , Москва.

## Групповые выставки
- 2016 Проект «Скульптура в городе». Лондон, Великобритания.
- 2016 Выставка номинантов 10-й Премии Арте Лагуна. Венеция, Италия.
- 2016 Spheres 9. Галерея Continua Le Moulins, Франция.
- 2015 Glasstress Gotika (в рамках параллельной программы 56-й Венецианской биеннале). Палаццо Кавалли-Франкетти, Венеция, Италия.
- 2015 Balagan!!! Contemporary Art from the Former Soviet Union and Other Mythical Places. Берлин, Германия.
- 2014 Post Pop: East Meets West. Галерея Саатчи, Лондон.
- 2014 Inhabiting the World. Пусанская биеннале 2014, Пусан, Республика Корея.
- 2014 Le Temps au Temps. Карро-дю-Тампль, Париж, Франция.
- 2014 Le bas-relief dans tous ses états. Galerie Suzanne Tarasieve / LOFT 19, Париж.
- 2013 Last Space Remaining. Gazelli Art House, Лондон.
- 2013 Fragile-Murano: Chefs-d’oeuvre de verre de la Renaissance au XXIème siècle. Музей Майоля, Париж.
- 2013 Dior in Art. Сан-Паулу, Бразилия.
- 2013 Археология будущего. Центр дизайна ARTPLAY, Москва.
- 2013 Госзаказ. ЦСИ «Винзавод», Москва.
- 2013 Сопромат. Центр дизайна ARTPLAY, Москва.
- 2013 Russia XXI. Современная русская скульптура, Музей «Скульптуры на море», Гаага, Нидерланды
- 2013 Glasstress: White Light / White Heat (в рамках 55-й Международной биеннале). Istituto Veneto di Scienze Lettere Ed Arti, Палаццо Кавалли-Франкетти, Венеция.
- 2013 Glasstress: White Light / White Heat. Собрание Уоллеса, Лондон, Великобритания.
- 2012 Futurologia. Школа архитектуры в Нанте, Франция.
- 2012 «Апокалипсиса и Возрождения в Шоколадном доме». Куратор Олег Кулик. Киевская биеннале, Киев
- 2012 Icons. Центральный выставочный зал, Краснодар.
- 2012 HIAP. Kaapelin Gallery, Хельсинки.
- 2012 Art for fake. Арт-галерея «К35», Москва.
- 2012 Icons. Пермский музей современного искусства PERMM, Пермь.
- 2011 Диор: под знаком искусства. ГМИИ им. А. С. Пушкина, Москва.
- 2011 Glasstress 2011 (в рамках Венецианской биеннале), Палаццо Кавалли-Франкетти, Центр современного искусства и стекла «Беренго», Венеция.
- 2011 Выставка номинантов премии Кандинского, ЦДХ, Москва
- 2011 Conservation, Летний фестиваль в Новой Голландии, Санкт-Петербург
- 2011 Фестиваль «Территория». Зимний театр, Сочи.
- 2011 Проект Новой Голландии. Новая Голландия, Санкт-Петербург.
- 2011 Доказательство чуда. ЦСИ TverCA, Тверь.
- 2010 Футурология. Центр современной культуры «Гараж», Москва.
- 2010 ГогольFest. Фестиваль современного искусства, Киев.
- 2010 Выставка номинантов на Премию Кандинского. ЦДХ, Москва.
- 2010 Фестиваль современного искусства Parcours Saint Germain, Париж.
- 2010 III фестиваль современного искусства имени Пригова. ГЦСИ, Москва.
- 2009 Выставка номинантов премии «Инновация». ГЦСИ, Москва.
- 2009 Пространство тишины. Фабрика «Красное знамя», Санкт-Петербург. ЦДХ, Москва.
- 2009 Art digital. Центр современного искусства М’АРС, Москва.
- 2009 Русское бедное. В рамках 3 Московской биеннале современного искусства. Красный Октябрь, Москва.
- 2009 Выставка номинантов на Премию Кандинского. Louise Blouin Foundation, Лондон.
- 2009 Выставка номинантов на Премию Кандинского. Центральный дом художника, Москва.
- 2009 Ночь в музее. Пермский музей современного искусства PERMM , Пермь.
- 2008 Сессия молодого искусства. Филиал ЦВЗ Манеж, Санкт-Петербург.
- 2008 20 лет галерее М’АРС. Галерея М’АРС, Москва.
- 2008 «Башня Кронпринц: второе пришествие», Международный конкурс. ГЦСИ, Калинград.
- 2008 Ночь музеев. Центральный выставочный зал, Краснодарский краевой художественный музей имени Ф. А. Коваленко, Краснодар.
- 2008 100-летие Тунгусского феномена. Красноярск
- 2008 Русское бедное. Речной вокзал, Пермь.
- 2008 Выставка номинантов на Премию Кандинского. Центральный дом художника, Москва.
- 2007 Международный фестиваль Традиции и современность. Центральный выставочный зал Манеж, Москва.
- 2007 Международная ярмарка современного искусства Арт-Москва. ЦДХ, Москва.
- 2007 М`АРСово поле. II Международный молодежный проект, М`АРС, Москва.
- 2007 Синтетика. Центральный дом художника, Москва.
- 2006 VI Международный фестиваль экспериментального искусства инсталляции и перформанса. Центральный выставочный зал «Манеж», Санкт-Петербург.
- 2006 Молодая палитра. Институт живописи, скульптуры и архитектуры имени И. Е. Репина, Санкт-Петербург.
- 2006 Солнечный квадрат. Центральный дом художника, Москва.
- 2006 Выставка актуального искусства «Архитекст». Центральный выставочный зал, Краснодар.

## Награды и премии
- 2010 Премия Кандинского в номинации «Молодой художник. Проект года»
- 2016 Специальный приз Arte Laguna